# Ines Geissler
Ines Geissler (Marienberg, 16 de fevereiro de 1963),  uma nadadora alemã, campeã olímpica nos Jogos de Moscou 1980 nos 200 metros borboleta.